# Усть-Каменогорск (аэропорт)
Аэропорт Усть-Каменогорск — международный аэропорт города Усть-Каменогорска в Восточно-Казахстанской области Казахстана. Расположен в 11 км. к северо-западу от центра города.

## История
Акционерное общество «Аэропорт Усть-Каменогорск» образовано путём выделения из акционерных обществ «Иртыш Авиа» и «Ульба» во исполнение Постановления Вице-Министра по финансам Департамента государственного имущества и приватизации Министерства финансов Республики Казахстан от 28 декабря 1998 года № 747 со стопроцентным участием государства в уставном капитале.
В последующем Постановлением Правительства Республики Казахстан от 13 ноября 2000 года № 1704 государственный пакет акций ОАО «Аэропорт Усть-Каменогорск» был передан в коммунальную собственность.
В 2004 году открытое акционерное общество «Аэропорт Усть-Каменогорск» было преобразовано в Акционерное общество. После чего, актом приёма-передачи от 21 апреля 2008 года № 60 государственный пакет акций АО «Аэропорт Усть-Каменогорск» из коммунальной собственности был передан в республиканскую собственность.
На основании приказа Комитета государственного имущества и приватизации Министерства финансов Республики Казахстан от 30 декабря 2008 года № 829 государственный пакет акций АО «Аэропорт Усть-Каменогорск» передан в оплату объявленных акций АО «Национальная компания «Социально-предпринимательская корпорация Ертіс».

## Показатели деятельности
В 2018 году аэропорт города Усть-Каменогорск обслужил 393 тысяч 34 пассажиров и обработал 662 тонн груза.

### Пассажиропоток
| год            | 2015    | 2016    | 2017    | 2018    |
| Пассажиропоток | 304 778 | 286 613 | 346 571 | 393 034 |